# Кальміуська паланка Українського козацтва Донецької області

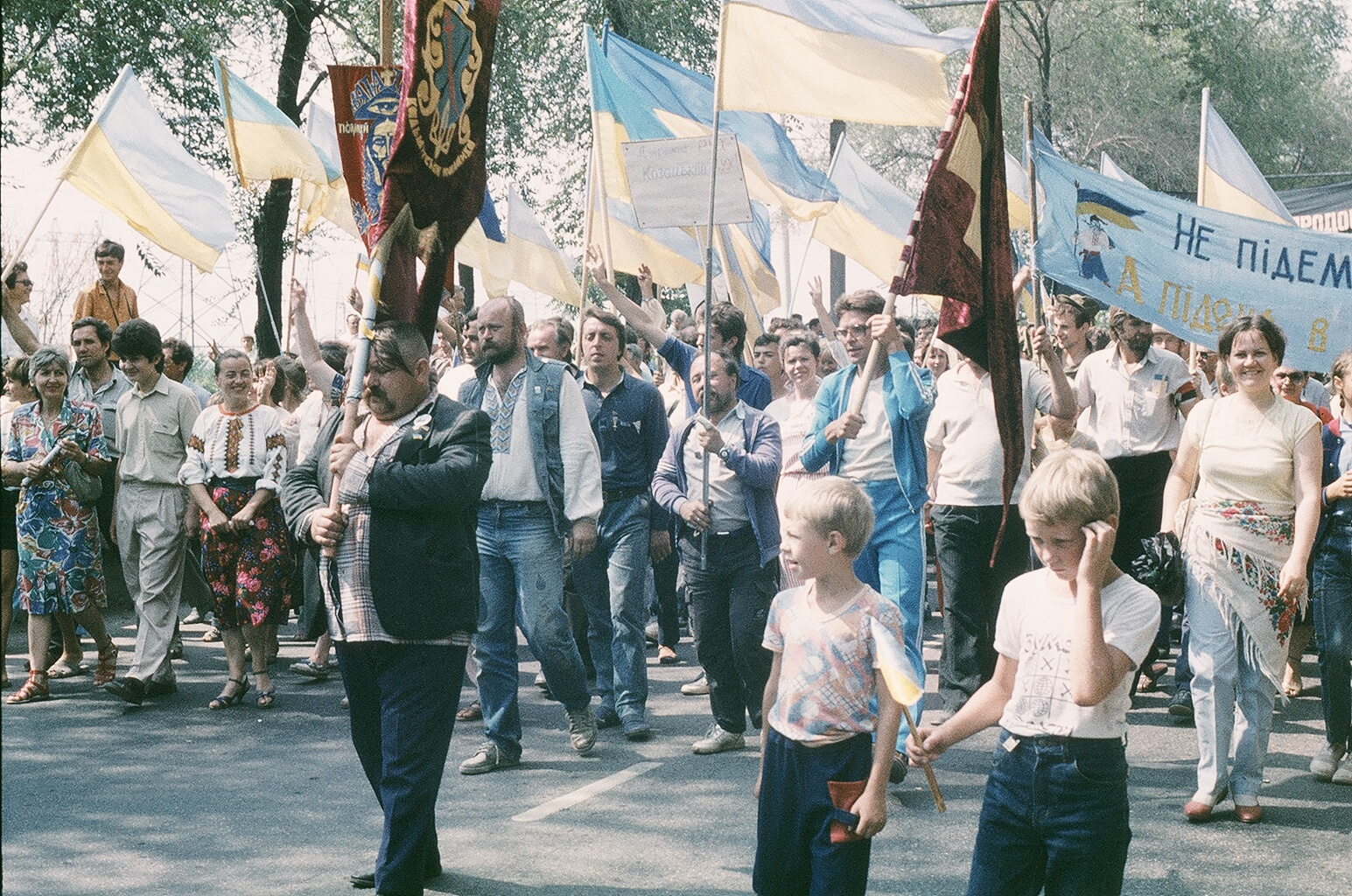
Участь представників «Кальміуської паланки» у святкуванні 500-ліття Запорозького козацтва. 1990 р.

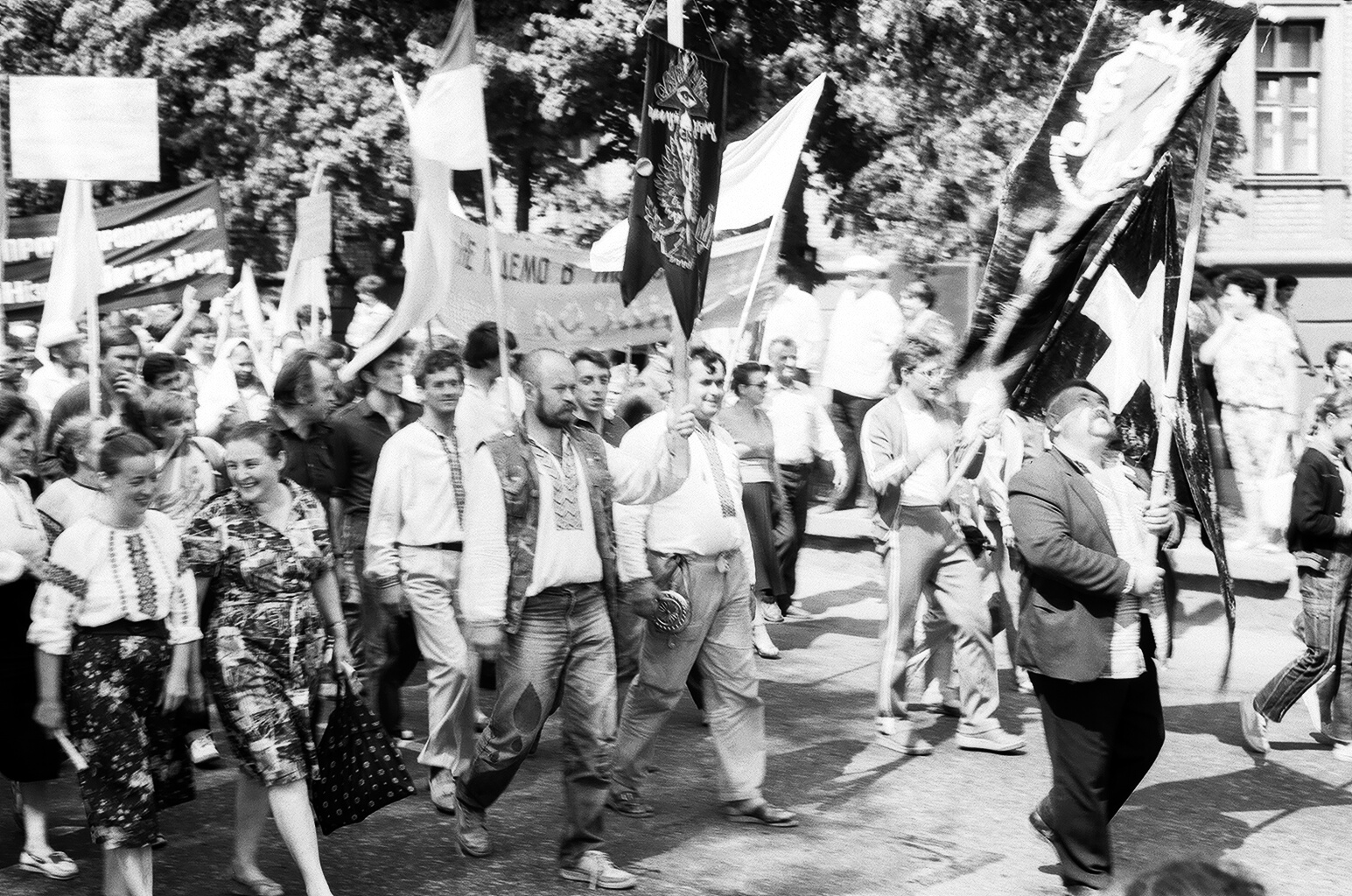
Участь представників «Кальміуської паланки» у святкуванні 500-ліття Запорозького козацтва. 1990 р.

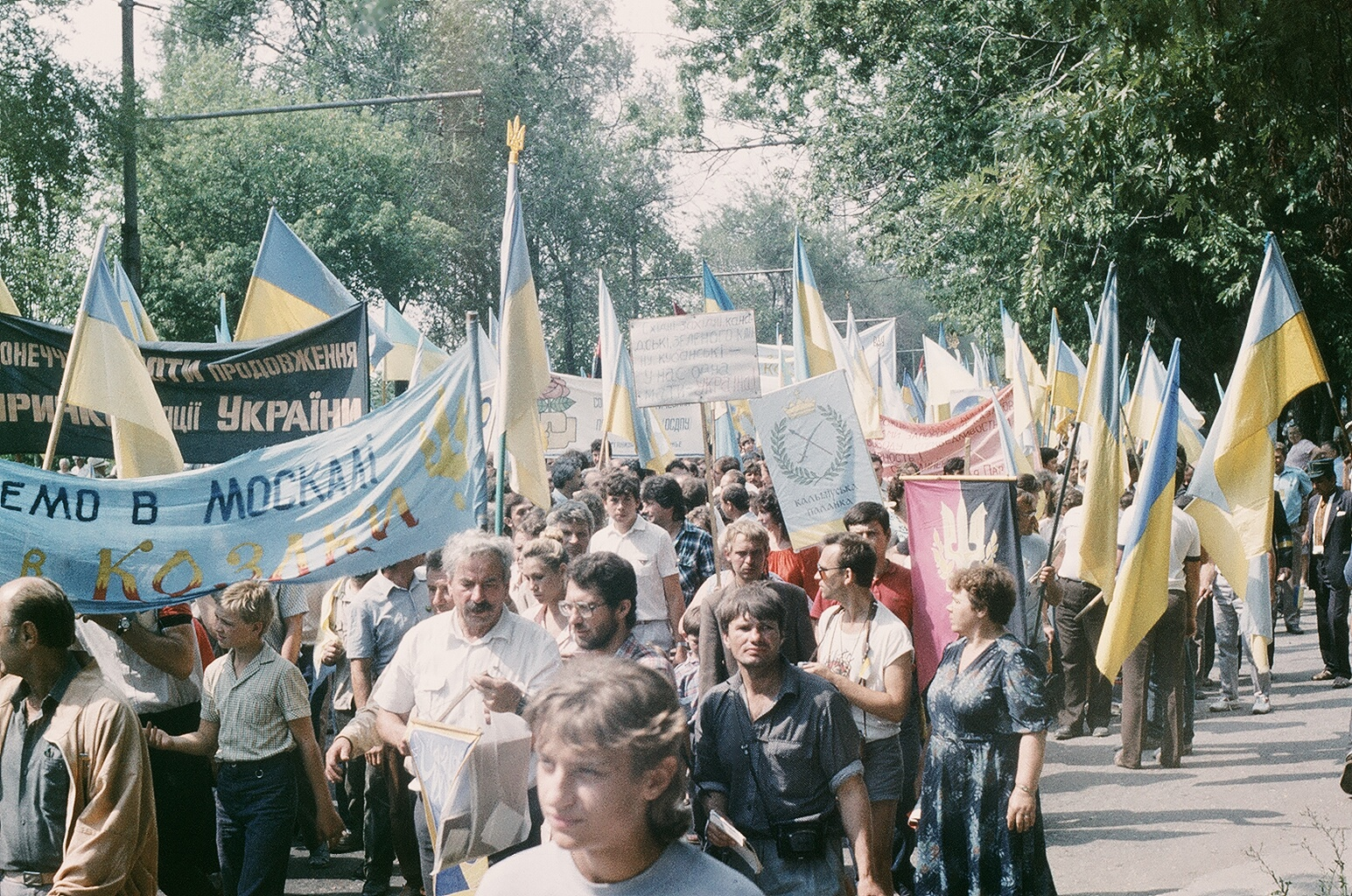
Участь представників «Кальміуської паланки» у святкуванні 500-ліття Запорозького козацтва. 1990 р.

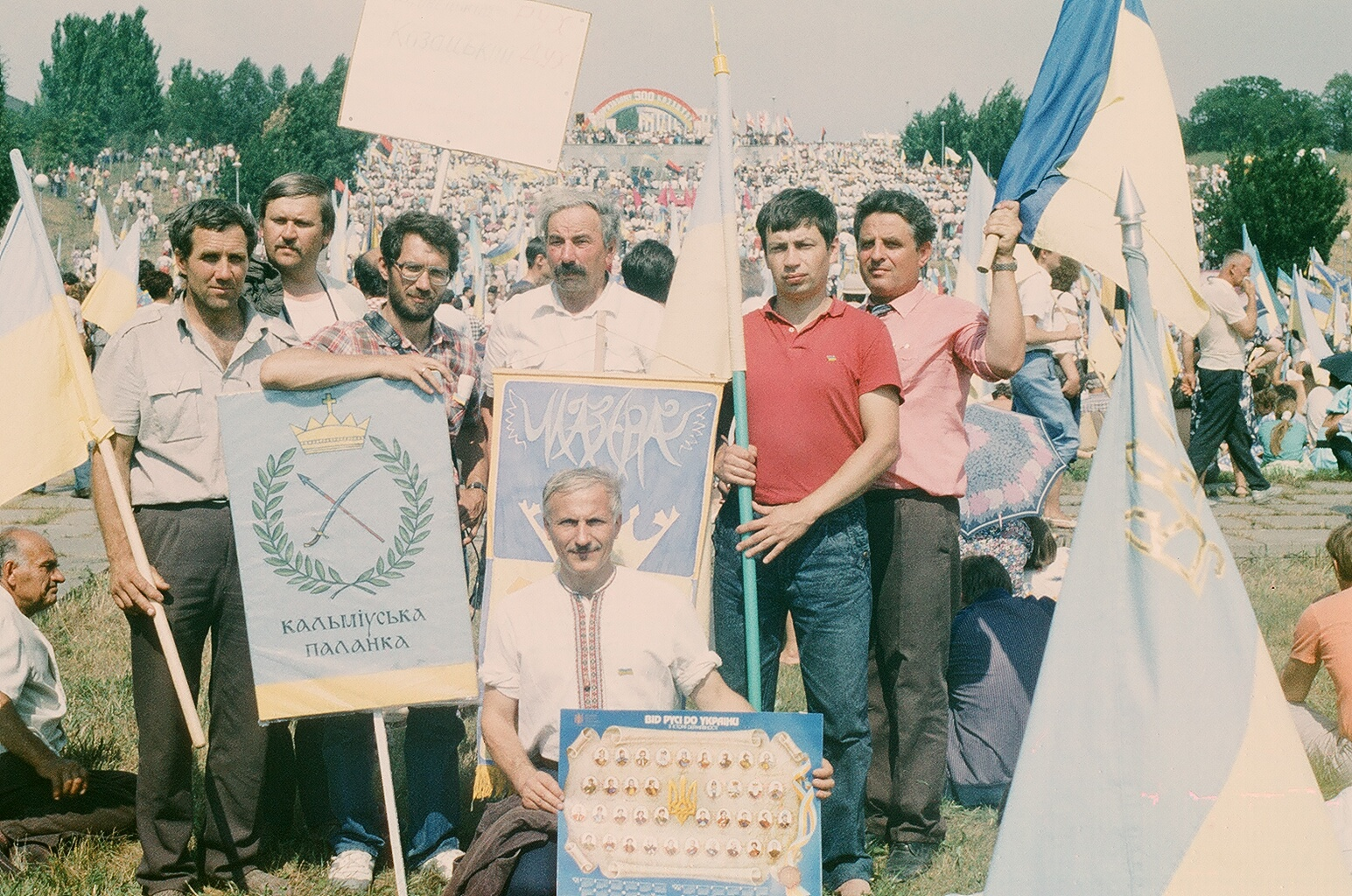
На святі 500-ліття Запорозького козацтва. 1990 р.

«Кальміуська паланка» — новітня громадська організація, що виникла на ґрунті козацького відродження на Донеччині протягом 1989–1990 років і взяла історичну назву Кальміуської паланки Запорозького козацтва.

## Первинний етап заснування і розвитку громадської організації «Кальміуська паланка»
Козацьке відродження на Донбасі має суто народні корені і організаційно має декілька витоків. На самих початках громадську ініціативу відродження козацтва, яка мала підтримку серед широкого загалу, практично втілювали дві культурологічні організації — молодіжний «Курінь» (м. Донецьк) і Донецьке обласне Товариство української мови ім. Т.Г.Шевченка.
У 1989–1990 рр. набирала обертів національно-культурна діяльність місцевих осередків ТУМу і Руху, у контексті діяльності котрих українська козацька проблематика займала важливе значення. Саме Донецьке обласне Товариство української мови ім. Т.Г.Шевченка (https://web.archive.org/web/20160305105833/http://ruthenia.info/txt/biletskv/myjdemo/index.html) стає організатором ряду масових акцій по святкуванню 500-річчя козацтва в Україні (організація влітку 1990 р. численної — до 300–400 членів делегації від Донеччини на козацькому святі у Капулівці, що на Дніпропетровщині, влітку і восени 1991 р. — чотирьох козацьких рейдів по Донеччині — «Північ», «Схід», «Захід», «Північний захід»). Під час святкуванню 500-річчя козацтва на землях Запорозької Січі, у таборі, який було поставлено в Олексіївській затоці Дніпра за ініціативи керівника донецької делегації голови Донецького обласного ТУМу В. С. Білецького, було розпочато запис до Реєстру сучасної Кальміуської паланки. Через декілька місяців ця ініціатива привела в атмосфері загального піднесення і громадської активності до утворення «Донецької сотні», яка протягом ряду років тісно співпрацювала з ТУМом і РУХом.
Після утворення за участю донецького «Куреня» загальноукраїнської організації «Українське Козацтво» 13-15 вересня 1990 р. координатором козацького відродження на Донеччині став наказний отаман Вадим Задунайський.
У жовтні — листопаді 1990 р. розпочала свою діяльність «Донецька Сотня» на чолі з А. Бондаренком. До складу новоствореної козацької структури увійшли переважно люди старшого віку, задіяні у різноманітній громадсько-політичній діяльності, що і обумовило їхнє відсторонення від молодіжно-романтичного середовища «Куреня».
За ініціативою «Донецької сотні» при підтримці осередків ТУМу і Руху протягом 1991–1992 р.р. виникають козацькі осередки у Маріуполі, Дружківці, Краматорську, Селидовому, Слов'янську. На підставі цього восени 1991 р. почалося об'єднання новостворених осередків навколо «Донецької сотні», що і стало початком відновлення «Кальміуської Паланки» Війська Запорозького Українського Козацтва, як донецької обласної козацької організації. I паланковим отаманом у жовтні 1991 р. став А. Бондаренко.
У складі «Українського Козацтва» від Донеччини зареєстровано було у травні 1992 р. 2 козацькі структури: Кальміуська паланка і «Донецький курінь», між котрими під час підготовки та проведення кінного переходу Україна — Дон — Кубань у липні — серпні 1992 р. (організатори — Донецький крайовий РУХ, Донецьке обласне Товариство української мови, Кальміуська паланка) намітилось взаємонаближення. В жовтні 1992 р. відбулась об'єднана Рада, під час котрої «Донецький Курінь» увійшов до складу Кальміуської паланки, ставши її осередком. Новим паланковим отаманом було обрано В. Нагайця. До складу паланки в цей час входило 4 куреня і 2 сотні, в яких перебувало близько 200 козаків.
На Великій Раді «Українського Козацтва» у жовтні 1992 р. «К.п.» відрізнялась дисципліною й активністю, але через загальну невизначеність пріоритетів розвитку використати свій потенціал належним чином не змогла. Увагу було зосереджено на розробці і затвердженні новітнього українського козацького однострою, котрий вперше було виготовлено у «К.п.». Продовжено і науково-історичну та культурно-просвітницьку діяльність (головним чином у «Донецькому Курені» та в рамках лекторіїв Донецького ТУМу).
В липні 1993 р. відбувся 1-й козацький вишкільний табір. «Донецький Курінь» підготував загін козаків для цього табору, інші організації були менш активними, що підкреслило кризу виконавчої дисципліни і взагалі дієздатності «К.п.». Організаційна криза в козацькому русі виявилась ще помітніше під час жовтневої паланкової ради 1993 р., яка не покращила існуючий стан. Отаманом паланки знову було обрано В. Нагайця.
Впродовж осені 1993 р. — весни 1994 р. на тлі згасання хвилі «оксамитової революції» спостерігалося зниження активності і донецької козацької обласної організації — Кальміуської паланки. Певна активність зберігалася в контактах з козацькими структурами Дону та Кубані. За ініціативою Головного Отамана «Українського Козацтва» Є. Петренка та донецького старшини — драгомана Дмитра Білого при підтримці «К.п.» протягом 1993–1994 р.р. відбулось кілька зустрічей між проводом Українського Козацтва та Всевеликого Війська Донського і Кубанського Козацького Війська. Це сприяло не тільки козацькій співпраці, але і знаттю напруження навколо участі донських та кубанських козаків у Придністровському конфлікті і протистояння в Криму.
Протягом літа 1994 р. «К.п.» фактично призупинила свою діяльність як обласна структура (діяли лише поодинокі осередки практично без координації). Паланковий отаман В. Нагаєць самоусунувся від справ і звітно-виборчу щорічну раду «К.п.» організувала паланкова старшина і «Донецький Курінь».
На жовтневій паланковій раді 1994 р. новим отаманом було обрано В.Задунайського.
Особливу увагу було приділено питанню відродження козацького військового мистецтва, як реального засобу збереження і наслідування традицій. В липні 1995 р. «К.п.» провела I в Україні спартакіаду Українського Козацтва регіонального рівня. У козацьких змагах взяли участь 7 команд, серед яких найкращим виявився загін Приазовського куреня (утворено взимку 1995 р.).
Продовжено було науково просвітницьку діяльність, до якої додалась протягом 1994—1995 р.р. активна робота щомісячної газети «Козацький Край», накладом у 2500 примірників (додаток до «Східного Часопису», який було засновано Донецьким обласним Товариством української мови).
Поряд із цими успіхами залишалось багато недоліків: відсутність матеріально-фінансових ресурсів; низька виконавча дисципліна; спорадичність та певна мітинговість у роботі; недієздатність більшості місцевих осередків (з 9 куренів та сотень, що рахувались протягом 1995 р., 4 були формальними: Слов'янський курінь і Дружківська сотня фактично самоусунулись та припинили діяльність, Смолянівський курінь було зареєстровано у січні 1995 р. і вже весною закрито курінним отаманом В. Нагайцем, а Мар'їнсько-Подунай-Гуляйпільський курінь протягом 6 місяців перебував у стані формування); відсутність єдиного розуміння пріоритетної сутності козацького відродження.
З метою реорганізації «К.п.» на вересневій раді 1995 р. В. Задунайського разом з колишньою паланковою старшиною було призначено до складу паланкової комісії. Ця комісія мала протягом 3 місяців провести повний аналіз справ «К.п.» і неупереджено оцінити дієздатність її структур та осередків. На цей час було призначено наказним паланковим отаманом А. Бондаренка. На жаль, ці наміри не вдалось реалізувати, оскільки комісія діяла повільно, а А. Бондаренко взагалі узурпував отаманську владу. Всупереч звичаєвому праву і статуту, він незаконно «приєднав» «К.п.» до «Війська Запорозького Низового» на чолі з О. Панченком і «вивів» зі складу Українського Козацтва (після скандалу з Гетьманом В. Мулявою).
У січні і травні 1996 р. відбулись наради в Запоріжжі, в яких брали участь і представники «К.п.». Тут було оголошено про творення I всеукраїнської паралельної козацької організації «Військо Запорізьке — Спілка Козаків України» під проводом О. Панченка. Такий курс викликав засудження неправомочних дій А. Бондаренка та розвал «К.п.». А. Бондаренко призначив у травні наказним паланковим отаманом В. Нагайця, а сам посів посаду Голови Ради Старійшин «В. З. — С. К.У.». Наслідком цього стала повна криза: Донецький, Маріупольський і частина Приазовського куреня заявили про вихід із «К.п.», Торецька сотня (м. Краматорськ) і Селидівський курінь призупинили перебування у «К. П.». Протягом літа 1996 р. — зими 1997 р. «К. П.» фактично діяла як структура, що мала у своєму складі лише Мар'їнсько-подунай-Гуляйпільській курінь.
Безвихіддя змусило А. Бондаренка при підтримці О. Панченка спробувати реанімувати «К. П.» в лютому 1997 р. І цією метою 22 лютого було проведено паланковому раду для участі, у якій запросили провідників ряду ветеранських, афганських та охоронних структур, котрі не були козаками «К. П.». Раду закінчено колом, у якому всупереч козацьким звичаям і статуту абсолютну більшість становили новоприбулі офіцери — ветерани. Це коло і обрало новим паланковим отаманом ветерана — десантника — полковника В. Каленяка, його 1-м заступником підполковника М. Пантелюка, писарем В. Осичного (козак паланки) та іншу паланкову старшину і отаманів майбутніх куренів з числа ветеранів.
Варто відзначити, що розрахунок О.Панченка на посилення власної структури коштом оновленої «К. П.» провалився, бо з червня 1997 р. «К. П.» розпочала просування в бік Українського Козацтва. В серпні 1997 р. було прийнято рішення повернути «К. П.» до складу єдиного У. К., а в жовтні цього ж року делегати «К. П.» взяли участь у Великій Раді У. К.

## Етап залучення до козацького загалу частини ветеранських, афганських та охоронно-бізнесових структур
Оновлена «К. П.» з весни 1997 р. почала швидко зростати за рахунок залучення до козацького загалу значної частини різноманітних ветеранських, афганських та охоронно-бізнесових структур. Почалось запровадження армійського стилю керівництва, розроблено новий козацький однострій (наближений до армійського), першочергову увагу приділено питанням підприємницько-охоронної діяльності і тісної співпраці з адміністративно-владними структурами.
Активне зростання кількості членів «К. П.» супроводжувалось певним збільшенням її фінансово-господарчої спроможності, котра виявлялась у діяльності не козацької організації, а через підприємства, що належали старшинам «К. П.». В цей час почалась практика автоматичного надання старшинських рангів підприємцям та впливовим діячам в разі їхнього вступу до складу організації.
У зв'язку з призначенням В. Каленяка «генеральним хорунжим» Українського Козацтва під час жовтневої Великої Ради 1998 р., «К. П.» очолив призначений В. Каленяком «наказним отаманом» М. Пантелюк. Після травневої паланкової Ради 1999 р. М. Пантелюка було обрано Головним отаманом «К. П.»
Згідно з інформацією М. Пантелюка, до складу «К. П.» восени 1999 р. входило понад 40 куренів і кілька полків загального чисельністю близько 10 000 козаків (цей феномен варто пояснити практикою колективного членства та спрощеними вимогами до кандидатів). В цей час визначились такі основні напрями діяльності «К. П.»:
1. Тісна співпраця з органами влади всіх рівнів
2. Підтримка діяльності УПЦ-КП (охорона Патріарха Філарета на Донеччині під час драматичного візиту в травні 1999 р.; охорона собору-церкви м. Донецька і т. і.)
3. Активна участь у різноманітних козацьких акціях на Донеччині і в Україні.
4. Культурно-просвітницька діяльність (Бібліотечно-просвітницький центр «К.п.» на базі ательє М. Бедрила; «покозачення» СШ № 35 м. Донецька; підтримка діяльності донецького театру козацької пісні і танцю М. Дибовського і т. і.)
5. Бізнесово-охоронна діяльність (Талаковський ковбасний завод «Гер-Мар» під м. Маріуполем отамана Приазовського полку В. Муравйова, мережа квіткових магазинів у м. Донецьку отамана В. Пащевського, охоронна фірма М. Пантелюка, таксі «Козак», фермерське підприємство під Новоазовськом курінного отамана І. Грицая тощо).

## Конфлікт і розкол у керівництві у 2000-х роках
Під час президентської виборчої компанії 2000 року, «К. П.» найактивніше підтримала Гетьмана І. Біласа, а після його відмови — Л. Д. Кучму.
Такий курс Головного отамана «К. П.» дав підстави І. Біласу призначити М. Пантелюка своїм першим заступником. Особливо чітко це виявилось під час загострення стосунків між генеральною старшиною Українського Козацтва — Головним Отаманом В. Каленяком і Генеральним інспектором А. Шевченком та Гетьманом І. Біласом і М. Пантелюком протягом 2001 р.
Суть цього конфлікту полягала у намаганні А. Шевченка під своїм проводом об'єднати різноманітні козацькі структури восени 2001 р. — взимку 2002 р. через створення «Спілки козаків Донеччини», що відсувало «К.п.» на другі ролі. Поряд із цим діяльність міжобласної організації «Азово-Чорноморське Козацьке Військо» призводила до переорієнтації значної частини отаманів — підприємців «К.п.» в бік В. Каленяка, чим сильно послабилась «К. П.». Варто підкреслити і те, що посилення А. Шевченка і В. Каленяка послабляло впливи самого І. Біласа, що за умов активізації політичного життя було дуже неприємним.
Наслідком конфлікту стало виключення зі складу Українського Козацтва А. Шевченка, В. Каленяка і ряду їхніх прихильників. У свою чергу, зі складу «К. П.» вийшли та були виключені отамани і структури, що були прибічниками опальних старшин.
Такі події ще більше ускладнили становище «К. П.», бо А. Шевченко за підтримки «Азово-Чорноморського Козацького Війська» В. Каленяка створив «Українське Реєстрове Козацтво», до котрого почали переходити полки і курені «К. П.».
Протягом літа — осені 2002 р. більшість основних полків та куренів «К. П.» вийшли з її складу, увійшовши до У. Р.К. та «А.-Ч. К.В.» («Приазовський», «Центральний Донецький», «Землянківський-Макіївський», «Волноваський» та інші полки і курені).
Наслідком цього стала дезорганізація діяльності «К. П.», що є об'єктивним наслідком розвитку суспільно-політичних процесів на Донеччині і в Україні, котрі для новостворених козацьких структур є визначальними на відміну від пріоритетів родової козацької спадщини.
На президентських виборах 2005 року Кальміуська паланка заявила про підтримку кандидата в Президенти Віктора Януковича, проте активної участі у виборчій компанії не брала.